# Ana María Lorandi

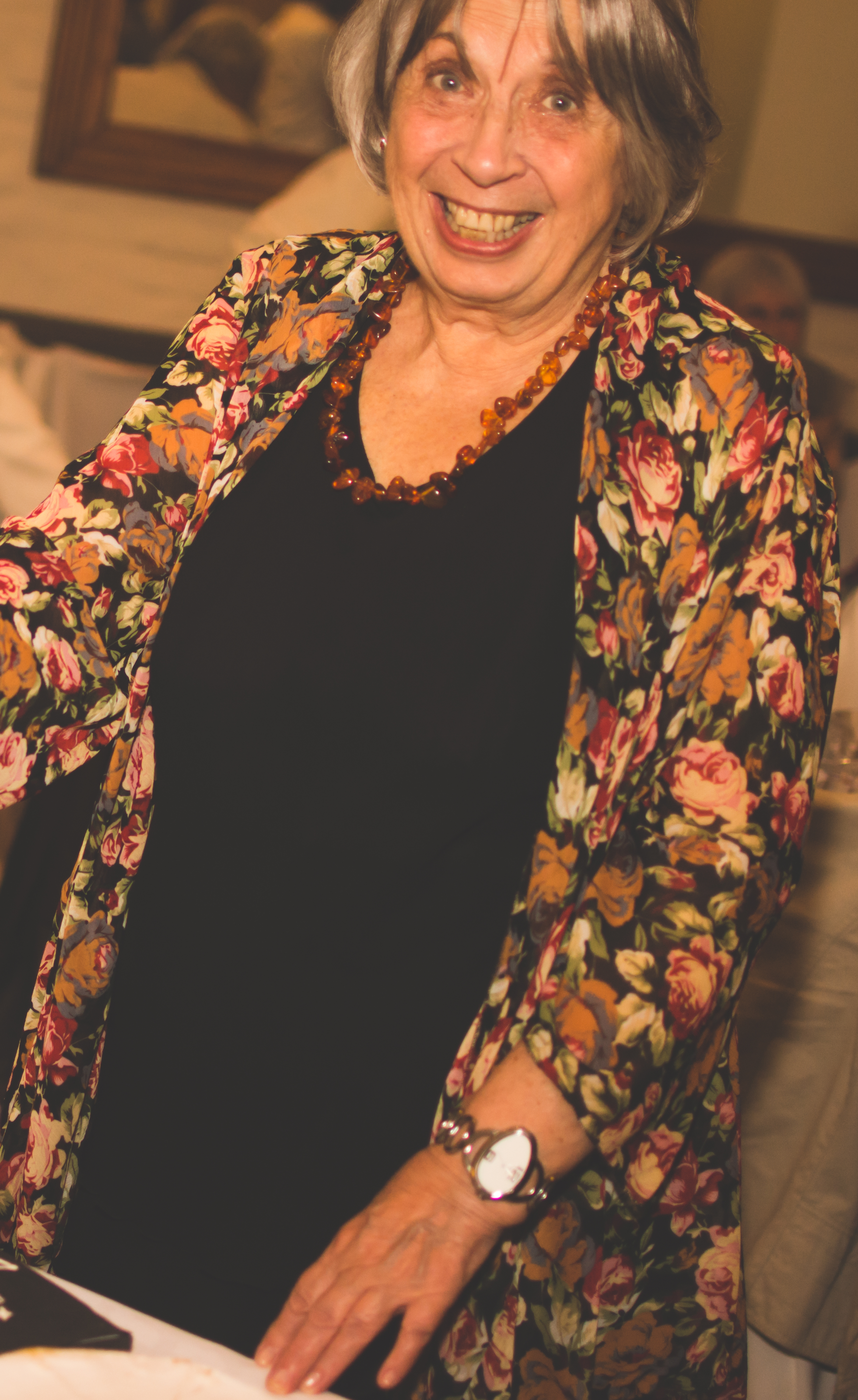
Retrato de la Dra. Ana María Lorandi en su cumpleaños número 80. Foto tomada por Alina Boixadós Caba (2016).

Ana María Lorandi (Cañada de Gómez, Santa Fe, Argentina, 7 de marzo de 1936-Buenos Aires, Argentina, 30 de enero de 2017) fue una arqueóloga e historiadora argentina conocida por iniciar y desarrollar los estudios de Etnohistoria Andina en la Universidad de Buenos Aires y por promover la renovación radical de la historia incaica desarrollada por John Victor Murra. Fue destacada tanto por su labor científica como en gestión. Fue pionera en el estudio de la arqueología de la provincia de Santiago del Estero y desarrolló la Etnohistoria en argentina.

## Biografía
Ana María nació en 1936 en Cañada de Gómez, un pequeño pueblo de inmigrantes de la provincia de Santa Fe. Descendiente de lombardos por ambas líneas, su abuelo paterno se instaló en esta región litoraleña para trabajar en la construcción de la línea ferroviaria que uniría las ciudades de Rosario y Córdoba. Ana María se crio en el seno de una familia trabajadora que la nutrió no solo en los valores del sacrificio, del ahorro y de la vida austera, sino también en el amor por la lectura transmitido por su padre. Su madre era maestra de escuela y su padre ferroviario. La prematura muerte de su madre la obligó a madurar repentinamente y debió hacerse cargo del cuidado de su hermano menor y de las tareas domésticas del hogar, como era propio de la época. Esta circunstancia le forjó una férrea disciplina laboral y familiar que la acompañó toda su vida. Lorandi fluctuaba en esa época entre la literatura y la historia inspirada por los profesores de la escuela pública y, más tarde, estimulada por el ambiente favorable de las tertulias con los intelectuales del pueblo.

### Estudios
Dejó su pueblo para estudiar historia en la Universidad Nacional del Litoral (Rosario), donde recibió su título de Profesora de Enseñanza Primaria, Media y Especial en Historia en 1960. En 1964 ingresó en la carrera de investigación del Consejo Nacional de Investigaciones Científicas y Tecnológicas (CONICET) y en 1967 obtuvo su doctorado en historia en la misma universidad. 

### Trayectoria profesional
Precisamente en Rosario tuvo la oportunidad de conocer al arqueólogo Alberto Rex González e iniciarse en el quehacer arqueológico que la acompañó durante más de veinte años. Sin duda, las campañas arqueológicas y los trabajos realizados por el equipo liderado por Rex González en Rosario fueron una fuente de inspiración que pudo recrear años más tarde en Buenos Aires, cuando tuvo la oportunidad de formar su propio equipo de investigación. La experiencia en Rosario terminó en 1966 con el suceso a nivel nacional y en especial en Buenos Aires de la “noche de los bastones largos” durante la dictadura militar iniciada por el general Juan Carlos Onganía (1966-1973), régimen que provocó además la cesantía, renuncia y emigración de notables intelectuales.
Una vez desarticulados los equipos de investigación en Rosario, Lorandi comenzó su experiencia en la Universidad Nacional de La Plata a cargo de la cátedra de Arqueología Americana (1969), donde su vinculación fue fecunda e inició un premonitorio giro de área y objeto de estudio: de la arqueología de las llanuras tucumano-santiagueñas viró a los estudios de la arqueología incaica en los valles del Noroeste argentino (NOA).

### Experiencias internacionales
Entre 1976 y 1980 Ana María viajó frecuentemente a Francia, donde completó sus estudios postdoctorales en la L’École des Hautes Études en Sciences Sociales y en la Sorbona. París significó mucho para ella en términos familiares y académicos. Allí creció su única hija, Valentina, luego sucedió su divorcio del músico Enzo Gieco y, mucho más tarde, el nacimiento de sus nietos. A nivel profesional, y a lo largo de esa época, ocurrió el encuentro con la Etnohistoria Andina. La revolución epistemológica que implicó la nueva interpretación de los Andes de John V. Murra y su impacto en aquellos momentos en el equipo francés de Nathan Wachtel como en Pierre Duviols provocó su fascinación, especialmente por la propuesta acerca de la demolición de los antiguos modelos interpretativos del estado incaico y por los nuevos enfoques respecto de los problemas derivados de las rupturas y las reconformaciones sociales andinas durante la invasión hispana. Los estimulantes debates y jugosas discusiones de este ambiente académico la alentaron a abandonar la arqueología e iniciar los nuevos estudios etnohistóricos en el Tucumán colonial y a llevar estas nuevas corrientes a la Argentina. El abrazo intelectual entre la arqueología y la historia la obligó en esta nueva oportunidad a reenfocar el concepto del tiempo a gran escala propio de la arqueología al de los actores y acontecimientos, la coyuntura histórica o la larga duración.

### Formación de equipos y líneas de trabajo
Durante esos años había comenzado la reapertura democrática en Argentina, con la consecuente regularización y renovación de la vida académica mediante los nuevos concursos universitarios. En 1984 no solo inició su experiencia como docente en la Universidad de Buenos Aires sino que asumió el cargo de directora del Instituto de Ciencias Antropológicas (ICA). Su vinculación con la etnohistoria andina la llevó a crear la Sección Etnohistoria dentro de ese instituto. Allí creó una biblioteca especializada que reúne más de 1500 volúmenes, 1300 ejemplares de revistas y cientos de fotocopias de documentos históricos de archivos provinciales de Argentina y de ciudades del exterior como Madrid, Sevilla, Sucre, Santiago de Chile y Lima. Su amplia experiencia arqueológica le permitió una rápida interpretación de los movimientos de la población tanto chaqueña como de las estribaciones amazónicas a lo largo de la frontera sudoriental del Tawantinsuyu testimoniadas en las fuentes coloniales. En 1989 participó en la organización del I Congreso Internacional de Etnohistoria, que tuvo una gran receptividad y se replicó en América Latina hasta la actualidad.
Durante esta prolífica etapa de su vida pudo consolidar una nueva línea como investigadora científica del CONICET, donde colaboró en varios cargos de gestión entre 1984 y 1986, dirigir el Instituto de Ciencias Antropológicas (1984-1991), organizar la sección de Etnohistoria en la Universidad de Buenos Aires (1992-2014), diagramar una nueva orientación en la cátedra de esa casa de estudios (1984-2002) e incorporar nuevos investigadores dedicados al estudio de las sociedades de Pampa-Patagonia, Litoral y Paraguay.
Ana María Lorandi falleció el 30 de enero de 2017 a los 80 años en el barrio porteño de Congreso de la ciudad de Buenos Aires, Argentina.

## Obra
Entre sus obras, escribió tres libros, otros nueve en colaboración y más de cien artículos en revistas nacionales y extranjeras. Ciertas preocupaciones y ejes temáticos la acompañaron durante su extensa carrera como el análisis de la frontera incaica meridional y el desplazamiento de recursos humanos (mitmaqkuna y yanas) por medio de fuentes arqueológicas o etnohistóricas. También se ocupó por desentrañar el mosaico étnico de los valles calchaquíes al momento del contacto e interpretar lo que entendía como desestructuración local. Más tarde, con una mirada antropológica, se dedicó al estudio de la conformación de la sociedad hispano-criolla en el Tucumán colonial. Allí tuvo que batallar con la adaptación de las categorías analíticas de las áreas centrales y de los silencios en las fuentes con el fin de interpretar y reconstruir los procesos socioculturales de una zona marginal tanto para los incas como para los españoles, con poca población y con servicio personal en lugar de tributación. Pero, también, le atraía la dimensión utópica o aventurera de ciertos personajes históricos que irradiaban estimulantes imágenes, como la quimera del falso inca don Pedro Bohórquez o los avatares del funcionario borbónico del Tucumán Manuel Fernández Campero y Hesles. Aunque tenía consecuentes valores progresistas, no le interesaba la militancia política nacional y ni siquiera intentó vincular la narración histórica con las luchas indígenas de la actualidad. En los últimos años se alejó de la problemática del contacto hispano-indígena y se enfocó en la construcción de identidades ambiguas en la sociedad colonial y republicana de los Andes Centrales. Precisamente, uno de sus últimos libros, publicado en el 2013, consistió en una reflexión sobre la construcción y reconstrucción de las identidades difusas, tanto criolla como peninsular, el conflicto y las luchas por el poder local y central en la región cusqueña con posterioridad a las rebeliones indígenas de fines del siglo XVIII.

### Libros de autoría única
- 2015. Tukuma-Tukuymanta. Los Pueblos del Búho. Santiago del Estero antes de la Conquista. Santiago del Estero, Subsecretaría de Cultura, Provincia de Santiago del Estero.
- 2013. (comp.). El Ocaso del Imperio. Sociedad y cultura en centro-sur andino. Buenos Aires, Antropofagia.
- 2008. Poder central, poder local. Funcionarios borbónicos en el Tucumán Colonial. Un estudio de Antropología Histórica. Buenos Aires, Prometeo Libros.
- 2005. Spanish King of the Incas: The Epic Life of Pedro Bohorques. Pittsburgh University Press. (Traducción de Ann de León. Prólogo de Peter Klarén).
- 2002. Ni ley, ni rey, ni hombre virtuoso. Guerra y sociedad en el virreinato del Perú. Siglos XVI y XVII. Barcelona, Gedisa.
- 1997. De Quimeras, Rebeliones y Utopías. La gesta del Inca Pedro Bohorques. Lima, Pontificia Universidad Católica del Perú (PUCP).
- 1997. (comp.) Tucumán Colonial y Charcas. Buenos Aires, Facultad de Filosofía y Letras, Universidad de Buenos Aires (UBA) (2 Volúmenes).

### Libros en coautoría
- 2013. Lorandi, Ana María y Cora Virginia Bunster. La Pedagogía del Miedo. Los Borbones y el criollismo en el Cuzco 1780-1790. Lima, Instituto Francés de Estudios Andinos (IFEA)/ Centro de Estudios Regionales Andinos Bartolomé de Las Casas.
- 2003. Lorandi, Ana María, Carmen Salazar-Soler y Nathan Wachtel (comps.). Los Andes cincuenta años después. Homenaje a John Murra. Lima, PUCP.
- 1992. Lorandi, Ana María y Mercedes del Río. La Etnohistoria. Etnogénesis y Transformaciones sociales andinas. Buenos Aires. Centro de Estudios de América Latina (CEAL).

### Otras coautorías de libros
- 1992. Schávelzon, Daniel y Ana María Lorandi. Excavaciones en Parque Lezama, Buenos Aires (1988-1989). Buenos Aires, CEAL. Ottonello, María Marta y Ana María Lorandi
- 1987. Cigliano, Eduardo Mario, Susana Bereterbide, Blanca Carnevalle, Ana María Lorandi y Myriam Tarragó. 10.000 Años de Historia Argentina. Introducción a la Arqueología y Etnología. Buenos Aires, EUDEBA.
- 1961. El ampajanguense. Instituto de Antropología 5. Rosario, Facultad de Filosofía y Letras, Universidad Nacional del Litoral (UNL).

### Capítulos o artículos en libros y actas de congresos como única autora
- 2013. ‘Suspicions de suspicions de suspicions’. Anticréolisme au Pérou à la fin du XVIIIème siècle. En Poloni-Simard, J. G. Rivière, J. C. Garavaglia; Miroir de l’anthropologie historique: 213-230. Rennes, Presse Universitaire de Rennes.
- 2013. Aprendiendo a Investigar. En Zanolli, C, J. Costilla, D. Estruch y A. Ramos; Los Estudios Andinos hoy. Práctica intelectual y estrategias de investigación: 187-203. Rosario, Prohistoria.
- 2013. Hommage au “maestro” John Murra. En Murra, J.; Formations économique et politique du monde andine: 297-303. Paris, Éditions de l’Institut Français d´Études Andines/ Éditions de La Maison des Sciences de l’Homme. París (Traducción de Sophie Fisher).
- 2012. Los católicos ilustrados. Luces y sombras de las reformas borbónicas en Charcas, finales del siglo XVIII. En Rosas Lauro, C. (coord.); Homenaje a Luis Millones. Lima (en prensa).
- 2009. El control del estado en las fronteras del imperio. Mitimaes y alteración de las estructuras étnicas originarias. En Topic, J. (ed.); Arqueología y Etnología Andina: 311-339. Lima, Instituto de Estudios Peruanos (IEP)/ Institute of Andean Research.
- 2006. Resumen y comentario final. En Lechtman H. (ed.); Esferas de interacción prehistóricas y fronteras nacionales modernas: los Andes sur centrales: 577-590. Lima, IEP/ Institute of Andean Research.
- 2005. Del poder del discurso a la ambigüedad del poder. Actas del VI Congreso Internacional de Etnohistoria. Buenos Aires, Sección Etnohistoria, Facultad de Filosofía y Letras, UBA (CD).
- 2005. Las reformas borbónicas y la expulsión de los jesuitas en la Provincia del Tucumán. En Salles-Reese, V. (ed.); Repensando el pasado, recuperando el futuro. Nuevos aportes interdisciplinarios para el estudio de la América colonial: 192-211. Editorial Pontificia Universidad Javeriana, Bogotá.
- 2002. Etnohistoria. En Barnadas, J. M. (ed.); Diccionario Histórico de Bolivia I: 822-824. Sucre, Grupo de Estudios Históricos.
- 2002. Visitas Coloniales. En Barnadas, J. M. (ed.); Diccionario Histórico de Bolivia II: 1168-1169. Sucre, Grupo de Estudios Históricos.
- 2002. Introducción. En Farberman, J. y R. Gil Montero (comps.); Los pueblos de indios del Tucumán colonial: pervivencia y desestructuración: 9-14. Bernal, Ediciones Universidad Nacional de Quilmes/ Ediciones Universidad Nacional de Jujuy.
- 2002. Poder y ética pública: el siglo XVIII en el Tucumán colonial. En Flores Espinosa J. y R. Varón; El Hombre y los Andes. Homenaje a Franklin Pease G.Y. II: 987-1000.
- 2000. Las rebeliones indígenas. En Tandeter, E. (coord.); Nueva Historia Argentina II: 285-330. Buenos Aires, Sudamericana.
- 2000. La utopía barroca o el espacio construido, siglos XVI y XVII. En Litvak, J. y L. Mirambell (coords.); Arqueología, historia, antropología. In memoriam José Luis Lorenzo Bautista: 425-450. México, Instituto Nacional de Antropología e Historia.
- 2000. Sudamérica Oriental. En Pease, F. (dir.) y F. Moya Pons (co-dir.); Historia General de América Latina II: 213-236. El primer contacto y la formación de las nuevas sociedades. París, Ediciones UNESCO/ Editorial Trota.
- 1998. Los diaguitas y el Tawantinsuyu. Una hipótesis de conflicto. En Dillehay T. D. y P. J. Netherly; Las Fronteras del Estado Inca: 198-216. Quito, Fundación Alexander Von Humboldt/ ABYA-YALA (Segunda edición revisada).
- 1998. El Tucumán colonial y Charcas. Nuevos aportes. Actas del IV Congreso Internacional de Etnohistoria II: 184-205. Lima, PUCP.
- 1997. Introducción. En Lorandi, A. M. (comp); Tucumán Colonial y Charcas I: 15-74. Buenos Aires, Facultad de Filosofía y Letras, UBA.
- 1997. La utopía andina en las fronteras del imperio. En Lorandi, A. M. (comp.); Tucumán Colonial y Charcas II: 55-72. Buenos Aires, Facultad de Filosofía y Letras, UBA.
- 1997. El contacto hispano-indígena y sus consecuencias ambientales. En Reboratti, C. (coord.); De Hombres y Tierras. Una historia ambiental del noroeste argentino: 39-49. Salta, Proyecto Desarrollo Agroforestal en Comunidades Rurales del Noroeste Argentino.
- 1996. La etnohistoria en el área andina meridional. Los desafíos metodológicos. Actas del 1er Congreso de Investigación Social: Región y Sociedad en Latinoamérica. Su Problemática en el Noroeste argentino: 420-426. Tucumán, Facultad de Filosofía y Letras. Universidad Nacional de Tucumán.
- 1996. Comentarios sobre 4 ponencias del Simposium Les Nouveaux Mondes y sobre 5 ponencias del Simposium Études Américanistes et Anthropologie. En Gruzinski, S. y N. Wachtel; Le Nouveau Monde. Mondes Nouveaux. L´expérience américaine: 84-98 y 702-705. París, Éditions Recherche sur les Civilisation/ Éditions de l’École des Hautes Études en Sciences Sociales.
- 1992. La utopía euroamericana en la frontera del Imperio En Arce, S., R. Barragán, L. Escobar y X. Medinacelli (eds.); Etnicidad, Economía y Simbolismo en los Andes: 15-35. La Paz, Hisbol/ IFEA/ SBH/ Asur.
- 1992. Mestizaje interétnico en el Noroeste argentino. En Tamoeda, H. y L. Millones; 500 Años de Mestizaje en los Andes. Senri Ethnological Studies 33: 133-167. Osaka, Japan. National Museum of Ethnology. (Reeditado en 1992 en Lima, Perú).
- 1988. Los diaguitas y el Tawantinsuyu. Una hipótesis de conflicto. Proceedings del 45 Congreso Internacional de Americanistas (Bogotá 1985). British Archaeological Research (BAR): 235-259. Londres.
- 1986. Horizons in Andean Archaeology. En Murra, J., N. Wachtel & J. Revel (eds.); Anthropology History of Andean Polities: 35-47. Londres/ Nueva York, Cambridge University Press/ Editions de la Maison des Sciences de l’Homme.
- 1979. Arqueología: entre la Antropología y la Historia. Reflexiones sobre el método arqueológico. Jornadas de Arqueología del N.O. argentino, Universidad del Salvador, Buenos Aires, 9 al 12 de septiembre.
- 1979. Código de análisis de arte rupestre de Campana, La Rioja, Argentina. Aspectos metodológicos. Actas del 42° Congreso Internacional de Americanistas 9: 277-285. París.
- 1977. Arqueología y Etnohistoria: hacia una visión totalizadora del Mundo Andino. En Obra del Centenario del Museo de La Plata II: 27-50. La Plata.
- 1966. El arte rupestre del N.O. argentino. Aspectos metodológicos de su estudio. Actas del 37° Congreso Internacional de Americanistas: 459-462. Mar del Plata.

### Capítulos o artículos en libros y actas de congresos en coautoría
- 2007. D’Altroy, Terence, Verónica Williams y Ana María Lorandi. The Inkas in the Southlands. En Burger, R., C. Morris & R. Matos Mendieta; Variability in the Expressions of Inka Power: 85-134. Washington D. C., Dumbarton
- Oaks Research Library and Collection.
- 2003. Lorandi, Ana María y Lorena Rodríguez. Yanas y mitimaes. Alteraciones incaicas en el mapa étnico andino. En Lorandi, A. M., C. Salazar-Soler y N. Wachtel (comps.); Los Andes cincuenta años después. Homenaje a John Murra: 129-170. Lima, PUCP.
- 2000. Lorandi, Ana María y Daniel Schávelzon. Southern South America. En Al-Bakhit, M. A; L. Bazin y S. M. Cissoko; History of Humanity. Scientific and Cultural Development IV: 612-618. París/ Londres, UNESCO/ Routledge.
- 1997. Lorandi, Ana María, Roxana Boixadós, Cora Bunster y Miguel Ángel Palermo. Los valles Calchaquíes. En Lorandi, A. M. (comp.); Tucumán Colonial y Charcas I: 205-252. Buenos Aires, Facultad de Filosofía y Letras, UBA.
- Sosa Miatello, Sara; Ana María Lorandi y Cora Bunster
- 1997. Cambios económicos y conflictos en la élite del Tucumán colonial. En Lorandi, A. M. (comp.); Tucumán Colonial y Charcas II: 129-154. Buenos Aires, Facultad de Filosofía y Letras, UBA.
- 1995. Lorandi, Ana María y María de Hoyos. Complementariedad económica en los valles Calchaquíes y del Cajón. Siglos XVII. En Escobari de Querejazu, L. (coord.); Colonización Agrícola y Ganadera en América, siglos XVI-XVIII: 385-414. Quito, Abya-Yala.
- 1994. Lorandi, Ana María y Ana Schaposchnik. Estructura de la sociedad indígena del noroeste argentino. Actas del Congreso Nacional de Americanistas II: 167-188. Buenos Aires, Sociedad Argentina de Americanistas.
- 1994. D’Altroy, Terence, Ana María Lorandi y Verónica Williams. Producción y uso de cerámica en la economía política inca. En Shimada, I. (ed); Tecnología y Organización de la Producción de Cerámica Prehispánica en los Andes:
- 395-442. Lima, PUCP.
- 1991. Lorandi, Ana María, Beatriz Cremonte y Verónica Williams. Identificación étnica de los mitimaes instalados en el establecimiento incaico Potrero-Chaquiago. XI Congreso Nacional de Arqueología Chilena II: 195-200. Santiago de Chile, 11 al 15 de octubre de 1988.
- 1975. Lorandi, Ana María y Nélida Carrió. Informe sobre las Investigaciones arqueológicas en Santiago del Estero. Actas del I Congreso Nacional de Arqueología 1: 301-323. Rosario 1970.
- 1967. Lorandi, Ana María, Pedro Krapovickas, Myriam Tarragó y Myriam Maini. Anteproyecto de unificación de la terminología aplicada al estudio de la cerámica arqueológica. Primera Convención Nacional de Antropología. Instituto de Antropología, Facultad de Filosofía y Humanidades, Universidad Nacional de Córdoba.
- 1960. Carrara, María Teresa, Ana María Lorandi y Myriam Tarragó. Punta de Balasto. En Investigaciones Arqueológicas en el valle de Santa María. Instituto de Antropología 4: 13-41. Rosario, FFL, UNL.
- 1960. Lorandi, Ana María, Susana Renard y Myriam Tarragó. Lampacito. En Investigaciones Arqueológicas en el valle de Santa María. Instituto de Antropología 4: 65-80. Rosario, FFL, UNL.

### Artículos en publicaciones científicas como única autora
- 2015. Guerra e independencia en los países andinos, la “traumática transición”. Andes 26 (I): s/n.
- 2015. Pedro Bohórquez, historia de un alucinado por el honor y el poder. Mundos Alter. Los reinos de las Indias [En línea].
- 2014. Guerra y ciudadanía: la transición entre el orden colonial y el orden republicano en Perú, Bolivia y las provincias del NOA de Argentina. Nuevo Mundo Mundos Nuevos [En línea]. Disponible en Internet: http://nuevomundo.revues.org/67390.
- 2012. Heterogeneidad de los discursos ilustrados. Funcionarios reales y eclesiásticos en el ocaso del Imperio. Estudios Bolivianos 17: 75-106.
- 2012. ¿Etnohistoria, Antropología Histórica o simplemente Historia? Memoria Americana 20 (1): 17-34.
- 2010. Los estudios andinos y la etnohistoria en la Universidad de Buenos Aires. Chungara 42 (1): 271-282.
- 2009. ‘Sospechas de sospechas, de sospechas’. Memorial de un militar ilustrado a finales del siglo XVIII. Fronteras de la Historia 14: 128-148.
- 2005. La guerra de las palabras. Córdoba contra el gobernador Fernández Campero. Cuadernos de Historia. Serie Economía y Sociedad 7: 97-128.
- 2004. Lorandi, Ana María. Silencios, mentiras y... ¿verdades? en el análisis de los juicios de residencia. Historia Indígena 8: 27-39.
- 2002. Los valles calchaquíes revisitados. Anales 6: 52-74.
- 2001. Crónica de una emancipación anunciada. Claroscuros 1: 125-156.
- 2000. Identidades ambiguas. Movilidad social y conflicto en los Andes. Siglo XVII. Anuario de la Escuela de Estudios Hispanoamericanos LVII (1): 111-135.
- 2000. Constitución de un Nuevo Perfil Social del Tucumán en el Siglo XVIII. Boletín del Instituto de Historia Argentina y Americana “Dr. Emilio Ravignani” 21 (3): 99-115.
- 2000. El siglo XVIII en el Tucumán Colonial. Perspectiva desde la Antropología Histórica. Memoria Americana 9: 197-216.
- 2000. Las residencias frustradas. El juez Domingo de Irazusta contra el cabildo de Salta. Andes 11: 51-82.
- 1998. Las nuevas tendencias en la etnohistoria andina durante la última década. Historias. Homenaje a Teresa Gisbert 2: 279-287.
- 1997. Por los senderos de un héroe. Relaciones 18 (70): 159-192.
- 1995. Señores del Imperio Perdido. Nobles y Curacas en el Perú Colonial. Tawantinsuyu 1: 86-96.
- 1994. Causas y consecuencias de las transformaciones sociales en el Tucumán Colonial. Signo & Seña. Revista del Instituto de Lingüística 3: 135-156.
- 1992. Ni tradición ni modernidad. El mestizaje en el Noroeste argentino. Relaciones de la Sociedad Argentina de Antropología XVIII: 93-120.
- 1989. Comentarios al artículo de Gary Urton ‘Historia de un mito: Pacaritambo y el origen de los incas’. Revista Andina 7 (1): 202-204.
- 1988. La resistencia a la conquista y las rebeliones draguito-calchaquí en los siglos XVI y XVII. Cuadernos de Historia 8: 99-122.
- 1988. El servicio personal como agente de desestructuración en el Tucumán colonial. Revista Andina 6 (1): 135-173.
- 1984. Soñocamayoc, los olleros del Inka en los centros manufactureros del Tucumán. Revista del Museo de La Plata 8 (62): 303-327.
- 1984. Pleito de Juan Ochoa de Zárate por la posesión de los indios Ocloyas. ¿Un caso de verticalidad étnica o un relicto de archipiélago estatal? Runa 14: 123-142.
- 1983. Mitayos y mitmakuna en el Tawantinsuyu Meridional. Histórica 2 (1): 3-50.
- 1980. La frontera oriental del Tawantinsuyu: el Umasuyu y el Tucumán. Una hipótesis de trabajo. Relaciones de la Sociedad Argentina de Antropología 14 (1): 147-165. (Reeditado en 1983 en Cuadernos del INA 9: 77-95).
- 1978. Les horizons andines: critique d’un modele. Annales: Economie, Societé, Civilization 33 (5-6): 921-926. Número especial dirigido por Revel, J., J. Murra y N. Wachtel.
- 1978. El desarrollo cultural prehispánico en Santiago del Estero, Argentina. Journal Societé Americanistes 69: 63-85.
- 1977. La significación de la fase Las Lomas en el desarrollo cultural de Santiago del Estero. Relaciones de la Sociedad Argentina de Antropología 11: 69-77.
- 1974. Espacio y tiempo en la prehistoria santiagueña. Relaciones de la Sociedad Argentina de Antropología 8: 199-236.
- 1969-1972. Respuesta a la crítica del Dr. Schobinger. Anales de Arqueología y Etnología 24-28: 298-305.
- 1970. La difusión cultural precolombina en América Nuclear. Relaciones de la Sociedad Argentina de Antropología 5: 3-21.
- 1969. Las culturas prehispánicas en Santiago del Estero. Breve panorama. Etnía 10: 18-22.
- 1968. Posibilidades de realizar cálculos demográficos en yacimientos arqueológicos en el valle de Santa María. Etnía 8: 10-15.
- 1968. Alfarerías excepcionales de Catamarca. Anales de Arqueología y Etnología 22: 35-51.
- 1967. Noticia sobre las excavaciones en la región de Icaño, en el río Salado, provincia de Santiago del Estero. Actualidad Antropológica 1: 31.
- 1966. El arte rupestre en el N.O. argentino. Dédalo Revista de Arte e Arqueología II (4): 15-171.
- 1965. Sobre la aplicación de métodos estadísticos al estudio del arte rupestre. Anales de Arqueología y Etnología 20: 7-26.

### Artículos en publicaciones científicas en coautoría
- 2009. Thompson, Sinclaire, Ana María Presta, Ana María Lorandi y Sergio Serulnikov. Debate sobre Conflictos sociales e insurrección en el mundo andino. El norte de Potosí en el siglo XVIII, de Sergio Serulnikov. Boletín del Instituto de Historia Argentina y Americana “Dr. Emilio Ravignani” 31: 151-170.
- 2009. Lorandi, Ana María y Roxana Boixadós. Sobre clasificaciones y descalificaciones. Una revisión crítica de Etnohistoria de los Valles Calchaquíes, veinte años después. Anuario del IEHS 24: 15-40.
- 2007. Lorandi, Ana María y Lidia Rosa Nacuzzi. Trayectorias de la etnohistoria en la Argentina (1936-2006). Relaciones de la Sociedad Argentina de Antropología 23: 281-299.
- 2006. Bunster, Cora V. y Ana María Lorandi. El fantasma del criollismo después de la rebelión de Túpac Amaru. Histórica 30 (1): 99-135.
- 2005. Rodríguez, Lorena y Ana María Lorandi. Apropiaciones y usos del pasado. Historia y patrimonio en el valle Calchaquí. Bulletin de l’Institut Français d’Etudes Andines 34 (3): 431-442.
- 2004. Lorandi, Ana María y Silvina Smietniansky. La conspiración del silencio. Etnografía histórica de los cabildos del Tucumán colonial (1764-1769). Jahrbuch für geschichte Lateinamerikas 41: 65-90.
- 2000. Lorandi, Ana María y Guillermo Wilde. Desafiando la isocronía del péndulo. Acerca de la teoría y la práctica de la Antropología Histórica. Memoria Americana 9: 37-78.
- 2000. D’Altroy, Terence, Ana María Lorandi, Verónica Williams. Inca Rule in the Northern Calchaquí Valley, Argentina. Journal of Field Archaeology 27 (1): 2-26.
- 1999. Lorandi, Ana María, Mercedes del Río y José Gordillo. Reflexiones comparativas en la conformación de identidades en los valles de Cochabamba y Calchaquí. Xama (1993-1998) 6-11: 183-192.
- 1998. D’Altroy, Terence, Ana María Lorandi y Verónica Williams. Ceramic production and use in the Inka Political Economy. En Shimada, I. (ed.); Andean Ceramics, Technology, Organization, and Approaches: 283-312. MASCA Research Paper. Philadelphia, University of Pennsylvania (Reedición de la versión castellana de 1994).
- 1995. Zanolli, Carlos y Ana María Lorandi. Tributo y servicio personal en el Tucumán Colonial. Memoria Americana 4: 91-104.
- 1994. D’Altroy, Terence, Ana María Lorandi y Verónica Williams. Producción y Uso de la Cerámica en la Economía Política Inca. Arqueología 4: 73-172.
- 1993. Lorandi, Ana María y Marta Ottonello. Argentina. Completando la Historia. Ciencia e Investigación 45 (2): 84-99.
- 1992. Sosa Miatello Sara y Ana María Lorandi. Tierras y elites en Catamarca, siglos XVII y XVIII. Historia y Cultura 20:179-194.
- 1991. Lorandi, Ana María y Sara Sosa Miatello. El precio de la libertad. Traslado y avatares de los malfines y andalgalá en el siglo XVII. Memoria Americana 1: 7-28.
- 1991. Lorandi, Ana María y Juan Pablo Ferreiro. De la crisis a la estabilidad. La sociedad nativa de Tucumán a fines del siglo XVII y comienzos del XVIII. Memoria Americana 1: 57-101.
- 1991. Lorandi, Ana María y Beatriz Cremonte. Evidencias en torno a los mitmakuna incaicos en el Noroeste argentino. Anthropológica 9:213-243.
- 1990. Lorandi, Ana María y Ana Schaposchnick. El culto de la Virgen del Valle de Catamarca y la incorporación de los indígenas al sistema colonial. Journal de la Societé des Américanistes 76: 177-198.
- 1987-1988. Lorandi, Ana María y Cora Bunster. Reflexiones sobre las categorías semánticas en las fuentes del Tucumán colonial. Runa 17-18: 221-262. (Reeditado con modificaciones en 1990, Histórica 14 (2): 281-317).
- 1987-1988. Lorandi, Ana María y Roxana Boixadós. Etnohistoria de los valles Calchaquíes en los siglos XVI y XVII. Runa 17-18: 227-424.
- 1986. Williams, Verónica y Ana María Lorandi. Evidencias funcionales de un establecimiento incaico en el noroeste argentino. Comechingonia. Volumen de Homenaje al 45° Congreso Internacional de Americanistas. Bogotá 1985. Córdoba.
- 1984. Lorandi, Ana María y R. Rodríguez Molas. Antropología e Historia: hacia una nueva dimensión de la ciencia. Etnía 32: 53-80.
- 1979. Cioni, Alberto, Ana María Lorandi y E. Toni. Patrón de subsistencia y adaptación ecológica en la aldea prehispánica El Veinte, Santiago del Estero. Relaciones de la Sociedad Argentina de Antropología 13: 103-116.
- 1979. Lorandi, Ana María, J. Crisci, M. E. Gonaldi y S. Caramazana. El cambio cultural en Santiago del Estero; un estudio de taxonomía numérica sobre morfología de bordes de alfarería ordinaria. Relaciones de la Sociedad
- Argentina de Antropología 13: 85-101.
- 1975. Lorandi, Ana María., R. Arias, M. E. Gonaldi, E. Mulvany y L. Nordio. La fase Las Lomas de la tradición cultural chaco-santiagueña. Etnía 21-24: 1-12.
- 1972. Lorandi, Ana María y Delia Lovera. Economía y patrón de asentamiento en Santiago del Estero. Relaciones de la Sociedad Argentina de Antropología 6: 173-191.

## Premios y distinciones
- 1970. Mención especial en el Certamen Ciencias del Hombre organizado por el Ministerio de Cultura y Educación de la Nación por la obra: "El arte rupestre del Noroeste argentino".
- 2005. Primer Premio Nacional de Cultura. Secretaría de Cultura de la Nación. (especialidad regional) por la obra “De quimeras, rebeliones y utopías. La gesta de Pedro Bohorques”. Pontificia Universidad Católica del Perú, Lima 1997.
- 2013. Designada Investigadora Emérita del Conicet. (10/09/2013)
- 2012. Designada Dr. Honoris Causa por la Universidad Nacional de Salta. 11 de octubre de 2012. Entrega Doctorado 26/09/2013.